# Hoehneella gehrtiana
Hoehneella gehrtiana är en orkidéart som först beskrevs av Frederico Carlos Hoehne, och fick sitt nu gällande namn av Augusto Ruschi. Hoehneella gehrtiana ingår i släktet Hoehneella och familjen orkidéer. Inga underarter finns listade i Catalogue of Life.